# Comissió Nacional d'Energia
La Comissió Nacional d'Energia d'Espanya és l'ens regulador dels sistemes energètics, creat per la Llei 34/1998, de 7 d'octubre, del sector d'Hidrocarburs, i desenvolupat pel Reial Decret 1339/1999, de 31 de juliol, que va aprovar el seu Reglament.
Els seus objectius són vetllar per la competència efectiva en els sistemes energètics i per l'objectivitat i transparència del seu funcionament, en benefici de tots els subjectes que operen en aquests sistemes i dels consumidors. A aquests efectes s'entén per sistemes energètics el Mercat elèctric, així com els Mercats d'hidrocarburs tant líquids com gasosos (gas natural, petroli…).

## Organització interna
La Comissió Nacional d'Energia està regida per un Consell d'Administració, compost pel president, un Vicepresident, set Consellers, i un Secretari amb veu però sense vot. El President, el Vicepresident i els Consellers són nomenats pel govern d'Espanya, mitjançant Reial decret i a proposta del Ministre d'Indústria, per un mandat de 6 anys, en el qual no poden ser destituïts, no podent ser nomenats per més de 2 mandats (max 12 anys).

## Composició del Consell
- Presidenta: Teresa Costa i Campí
- Vicepresident: Fernando Martí Scharfhausen
- Consellers:
  - María del Carmen Fernández Rozado,
  - José Sierra López,
  - Francisco Javier Peón Torre,
  - Luis Albentosa Puche,
  - Jorge Fabra Utray,
  - Jaime González González,
  - Sebastià Ruscalleda i Gallart

Anteriorment han estat presidents Pedro Meroño (PP) i Miguel Angel Fernández Ordoñez (PSOE)